# ジョー・ハドソン (捕手)
ジョゼフ・タデウス・ハドソン（Joseph Thaddeus Hudson, 1991年5月21日 - ）は、アメリカ合衆国フロリダ州タンパ出身のプロ野球選手（捕手）。右投右打。MLBのアトランタ・ブレーブス傘下所属。

## 経歴

### プロ入りとレッズ傘下時代
2012年のMLBドラフト6巡目（全体202位）でシンシナティ・レッズから指名され、6月11日に契約。
2013年、傘下のA級デイトン・ドラゴンズでプロデビュー。87試合に出場して打率.247、1本塁打、27打点、3盗塁を記録した。
2014年はA級デイトンでプレー後、8月にA+級ベーカーズフィールド・ブレイズへ昇格。A級デイトンでは80試合に出場して打率.216、3本塁打、30打点、2盗塁を記録した。
2015年はA+級デイトナ・トーテュガスでプレーし、81試合に出場して打率.214、7本塁打、31打点、1盗塁を記録した。
2016年はAA級ペンサコーラ・ブルーワフーズでプレーし、67試合に出場して打率.203、2本塁打、16打点を記録した。
2017年はAA級ペンサコーラでプレーし、75試合に出場して打率.171、1本塁打、16打点を記録した。
2018年はAAA級ルイビル・バッツでプレーし、16試合に出場して打率.235、3打点を記録した。

### エンゼルス時代
2018年6月30日に金銭トレードで、ロサンゼルス・エンゼルスへ移籍した。移籍後は傘下のAA級モービル・ベイベアーズ、AAA級ソルトレイク・ビーズでプレー。9月4日にエンゼルスとメジャー契約を結んでアクティブ・ロースター入りすると、8日のシカゴ・ホワイトソックス戦でメジャーデビュー。9回表1・2塁の場面で代打として出場。二塁ゴロの間に二塁走者が本塁に生還したことで、初打点を記録した。9月19日のオークランド・アスレチックス戦でブレット・アンダーソンからメジャー初安打を放っている。この年メジャーでは8試合に出場して打率.167、1打点を記録した。レギュラーシーズン終了後の10月26日にDFAとなり、31日に40人枠外、11月2日にFAとなった。

### カージナルス時代
2018年11月19日にセントルイス・カージナルスとマイナー契約を結び、2019年のスプリングトレーニングに招待選手として参加することになった。
2019年は開幕から傘下のAAA級メンフィス・レッドバーズでプレーし、60試合に出場して打率.223、10本塁打、30打点を記録した。9月1日にメジャー契約を結んでアクティブ・ロースター入りした。オフの11月1日にマイナー契約でAAA級メンフィスへ配属され、4日にFAとなった。

### マリナーズ時代
2020年1月22日にシアトル・マリナーズとマイナー契約を結び、スプリングトレーニングに招待選手として参加することになった。7月23日にメジャー契約を結んで40人枠入りした。レギュラーシーズン終了後の10月19日に再びマイナー契約となって傘下のAAA級タコマ・レイニアーズに送られ、後にFAとなった。

### パイレーツ傘下時代
2021年1月25日にピッツバーグ・パイレーツとマイナー契約を結び、スプリングトレーニングに招待選手として参加することになった。

## 詳細情報

### 年度別打撃成績
| 年 度    | 球 団    | 試 合 | 打 席 | 打 数 | 得 点 | 安 打 | 二 塁 打 | 三 塁 打 | 本 塁 打 | 塁 打 | 打 点 | 盗 塁 | 盗 塁 死 | 犠 打 | 犠 飛 | 四 球 | 敬 遠 | 死 球 | 三 振 | 併 殺 打 | 打 率 | 出 塁 率 | 長 打 率 | O P S |
| -------- | -------- | ----- | ----- | ----- | ----- | ----- | -------- | -------- | -------- | ----- | ----- | ----- | -------- | ----- | ----- | ----- | ----- | ----- | ----- | -------- | ----- | -------- | -------- | ----- |
| 2018     | LAA      | 8     | 12    | 12    | 0     | 2     | 1        | 0        | 0        | 3     | 1     | 0     | 0        | 0     | 0     | 0     | 0     | 0     | 0     | 0        | .167  | .167     | .250     | .417  |
| 2019     | STL      | 1     | 1     | 1     | 0     | 0     | 0        | 0        | 0        | 0     | 0     | 0     | 0        | 0     | 0     | 0     | 0     | 0     | 1     | 0        | .000  | .000     | .000     | .000  |
| 2020     | SEA      | 9     | 20    | 17    | 0     | 3     | 0        | 0        | 0        | 3     | 0     | 0     | 0        | 1     | 0     | 2     | 0     | 0     | 5     | 0        | .176  | .263     | .176     | .440  |
| MLB：3年 | MLB：3年 | 18    | 33    | 30    | 0     | 5     | 1        | 0        | 0        | 6     | 1     | 0     | 0        | 1     | 0     | 2     | 0     | 0     | 6     | 0        | .167  | .219     | .200     | .419  |

- 2020年度シーズン終了時

### 年度別守備成績
| 年 度 | 球 団 | 捕手（C） | 捕手（C） | 捕手（C） | 捕手（C） | 捕手（C） | 捕手（C） | 捕手（C） | 捕手（C） | 捕手（C） | 捕手（C） |
| 年 度 | 球 団 | 試 合     | 刺 殺     | 補 殺     | 失 策     | 併 殺     | 守 備 率  | 捕 逸     | 許 盗 塁  | 盗 塁 刺  | 阻 止 率  |
| ----- | ----- | --------- | --------- | --------- | --------- | --------- | --------- | --------- | --------- | --------- | --------- |
| 2018  | LAA   | 8         | 39        | 2         | 0         | 0         | 1.000     | 0         | 3         | 0         | .000      |
| 2020  | SEA   | 9         | 57        | 3         | 0         | 0         | 1.000     | 1         | 4         | 0         | .000      |
| MLB   | MLB   | 17        | 96        | 5         | 0         | 0         | 1.000     | 1         | 7         | 0         | .000      |

- 2020年度シーズン終了時

### 背番号
- 44（2018年）
- 68（2019年）
- 57（2020年）